# Hertogdom Parma en Piacenza
Het hertogdom Parma en Piacenza (kortweg: Parma) was van 1545 tot 1859 een onafhankelijke staat op het Italiaans schiereiland; behalve tussen 1801 en 1814 toen het hertogdom was ingelijfd bij Frankrijk.

## Huis Farnese
Paus Paulus III verenigde Parma en Piacenza in 1545 en schonk dit gebied als pauselijk leen aan zijn zoon Pierluigi Farnese. Na diens dood in 1547 bezetten de troepen van keizer Karel V Piacenza. Paulus III schoof Pierluigi's opvolger Ottavio (die was gehuwd met de landvoogdes der Nederlanden Margaretha van Parma) opzij en deze kreeg pas onder paus Julius III zeggenschap over zijn hertogdommen. Zijn zoon en opvolger, de als landvoogd der Nederlanden welbekende Alexander Farnese, speelde als hertog van Parma nauwelijks een rol.

## Huizen Bourbon en Habsburg
De Farneses regeerden over Parma tot 1731 toen het geslacht met Antonio Francesco in mannelijke lijn uitstierf. Het dubbelhertogdom kwam nu toe aan Karel I, zoon van Filips V van Spanje en Elisabetta Farnese, erfdochter van Parma. 
Tijdens de Poolse Successieoorlog veroverde de hertog in 1734 het koninkrijk Napels, maar zijn eigen hertogdom werd in 1735 veroverd door Oostenrijk. In een Voorvrede te Wenen in 1735 werd vastgelegd dat hij Napels mocht houden in ruil voor Parma. 
Tijdens de Oostenrijkse Successieoorlog (1740-1748) stond Maria Theresia een deel van het hertogdom in het Verdrag van Worms (1743) af aan het huis Savoye. Dit was echter geen blijvende zaak, want in de Vrede van Aken van 1748 werd het gehele hertogdom samen met het hertogdom Guastalla aan Filips, jongste zoon van koning Filips V van Spanje uit het huis Bourbon en stamvader van het huis Bourbon-Parma afgestaan.

## Deel van het Franse Keizerrijk
Filips' zoon Ferdinand werd in 1796 door de Fransen verdreven, ten gevolge van het Verdrag van Parijs (november 1796), en in 1801 werd het dubbelhertogdom bij Frankrijk ingelijfd met het Verdrag van Aranjuez (1801). De Bourbon-Parma's werden schadeloosgesteld met het uit het groothertogdom Toscane geschapen koninkrijk Etrurië. Napoleon wees in 1808 een hertog van Parma (Jean-Jacques-Régis de Cambacérès) en Piacenza (Charles-François Lebrun) aan. Deze hadden echter geen werkelijke macht over het hertogdom.

## Restauratie en Italiaanse Eenwording
Na de val van Napoleon wees het Congres van Wenen Parma en Piacenza toe aan Napoleons voormalige echtgenote Marie Louise van Oostenrijk met dien verstande dat indien zij kinderloos zou sterven het huis Bourbon-Parma weer aan de macht zou komen. In 1831 konden revolutionairen kortstondig de Verenigde Italiaanse Provincies uitroepen. In 1844 werden de afspraken bijgesteld in het Verdrag van Florence.
Marie Louise van Oostenrijk had tweemaal een morganatisch huwelijk gesloten. Toen ze stierf konden haar kinderen daardoor geen aanspraak maken op het hertogdom, en in 1847 nam Ferdinands kleinzoon Karel II de regering over, waarbij het voormalige hertogdom Guastalla aan het hertogdom Modena werd afgestaan. Karel voerde een tiranniek bewind en zag zich in het revolutiejaar 1848 gedwongen de liberalen de macht te geven en zich bij het koninkrijk Sardinië aan te sluiten. De Oostenrijkers herstelden zijn macht, maar in 1849 vluchtte hij opnieuw en deed troonsafstand ten gunste van zijn zoon Karel III. Deze regeerde in de geest van zijn vader en werd in 1854 op straat doodgestoken. Zijn nog minderjarige zoon Robert I werd in 1859 verjaagd. Oostenrijk kon hem na de nederlaag tegen Sardinië en het Frankrijk van Napoleon III niet meer helpen. Het volk sprak zich op 8 augustus met overweldigende meerderheid uit vóór aansluiting bij Sardinië. Parma nam in december samen met Toscane en het hertogdom Modena en Reggio deel aan de Verenigde Provincies van Centraal-Italië, werd in maart 1860 geannexeerd door Sardinië, en ging in 1861 op in het verenigde koninkrijk Italië.
Het huis Bourbon-Parma claimt en voert tot op de dag van vandaag de nergens erkende titel "hertog van Parma en Piacenza" (of kortweg "hertog van Parma"). Carlos Hugo van Bourbon-Parma, voormalige echtgenoot van prinses Irene der Nederlanden, was de voorlaatste drager van deze titel. Sinds zijn overlijden in 2010 voert zijn zoon Carlos de titel hertog van Parma en Piacenza.

## Samenstelling van het dubbel-hertogdom voor 1797
- Hertogdom Parma
- Hertogdom Piacenza
- Stato Pallavicino met de hoofdstad Busseto (verworven in 1636, administratief gescheiden)
- vorstendom Val di Taro (verworven in 1646 van de familie Doria)

Daarnaast regeerden de hertogen het hertogdom Guastella.